# شبكة الفضاء العميق السوفييتية
شبكة الفضاء العميق السوفييتية (أو شبكة الفضاء العميق الروسية) كانت شبكة من الهوائيات الكبيرة ومرافق الاتصالات التي تدعم مهام المركبات الفضائية بين الكواكب، وعمليات رصد علم الفلك الراديوي والراداري لاستكشاف النظام الشمسي والكون خلال الحقبة السوفيتية. بنيت لدعم المهمات الفضائية للاتحاد السوفيتي. تُشغِّل الولايات المتحدة الأمريكية والصين وأوروبا واليابان والهند شبكات مماثلة.
في الوقت الحاضر، تحتفظ روسيا بكامل النظام.

## التاريخ

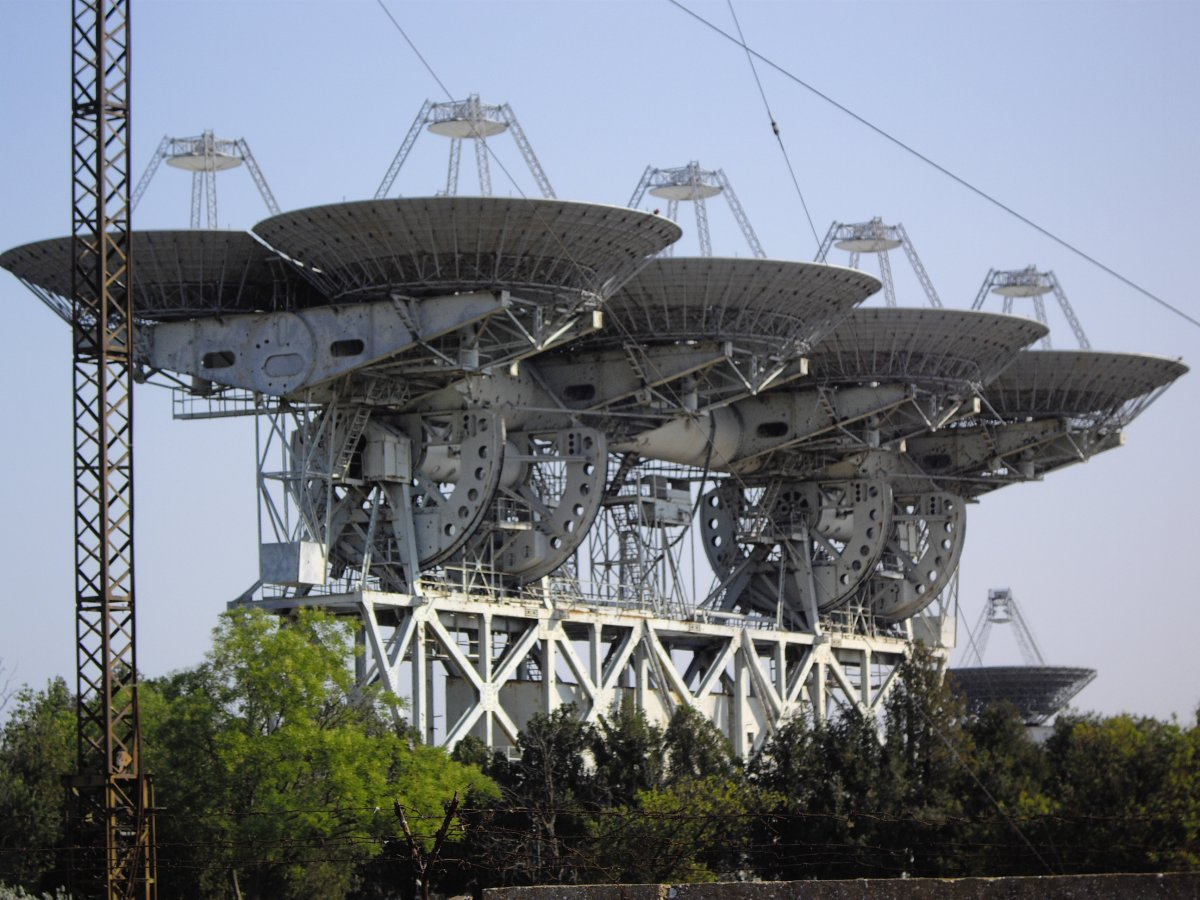
أحد هوائيي استقبال المحطة الشمالية، تم استخدامه في أوائل الستينيات.

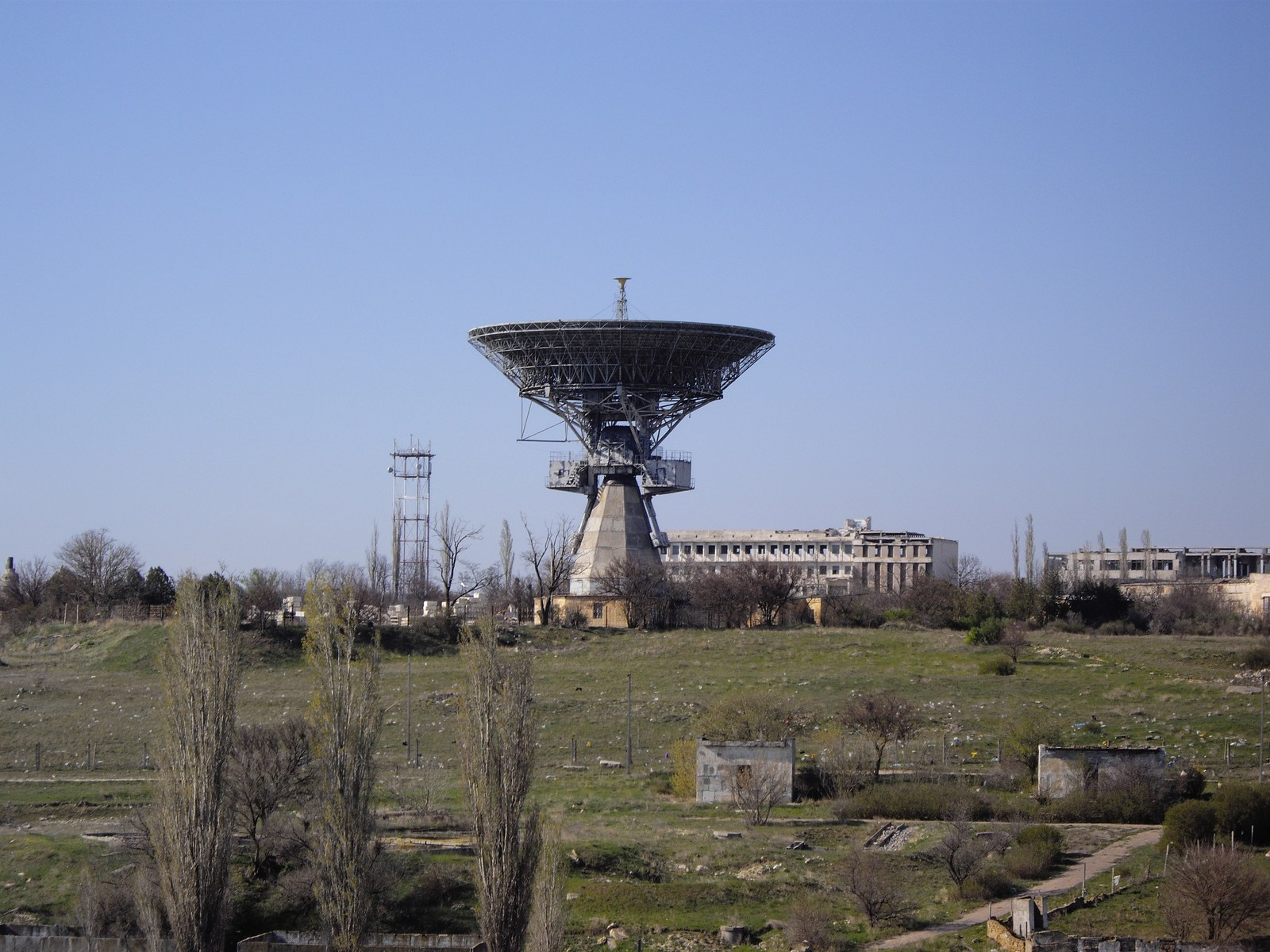
هوائي الـ32 مترًا في عام 2009، جنبًا إلى جنب مع المباني المكتملة جزئيًا من الحقبة السوفيتية

كانت أول شبكة اتصالات فضائية سوفيتية تحتوي على 13 محطة وتم تصميمها لتتبع الأقمار الصناعية التي تدور حول الأرض، وليس لسبرالفضاء السحيق.
تتطلب المهمات بين الكواكب هوائيات أكبر، وأجهزة إرسال أكثر قوة، وأجهزة استقبال أكثر حساسية، وقد بدأ جهد في عام 1959 لدعم الإطلاق المخطط له في عام 1960 لسلسلة بعثات فينيرا إلى كوكب الزهرة وبرنامج المريخ. يتكون التصميم المختار من ثمانية هوائيات قطرها 16 مترًا موضوعة على هيكلين لغواصات ديزل،  ملحومة معًا وموضوعة على دعامات جسر سكة حديدية. تم تركيب هذه الجملونات على محامل من أبراج بارجة. تم بناء ثلاثة هوائيات: المحطتان الشمالية للاستقبال والمحطة الجنوبية على بعد بضعة كيلومترات للإرسال.
في عام 1978، تم تعزيز هذه الهوائيات بواسطة هوائيات يبلغ ارتفاعها 70 مترًا في إيفباتوريا وأوسورييسك. توقف البناء على هوائي ثالث في سوفا، أوزبكستان مع انهيار الاتحاد السوفيتي. اعتبارًا من 16 أكتوبر 2018، أعلن مدير المرصد الإذاعي، جينادي شنين، أن روسيا وأوزبكستان وافقت على «خارطة طريق» لمدة عامين لاستكمال البناء.

## المرافق

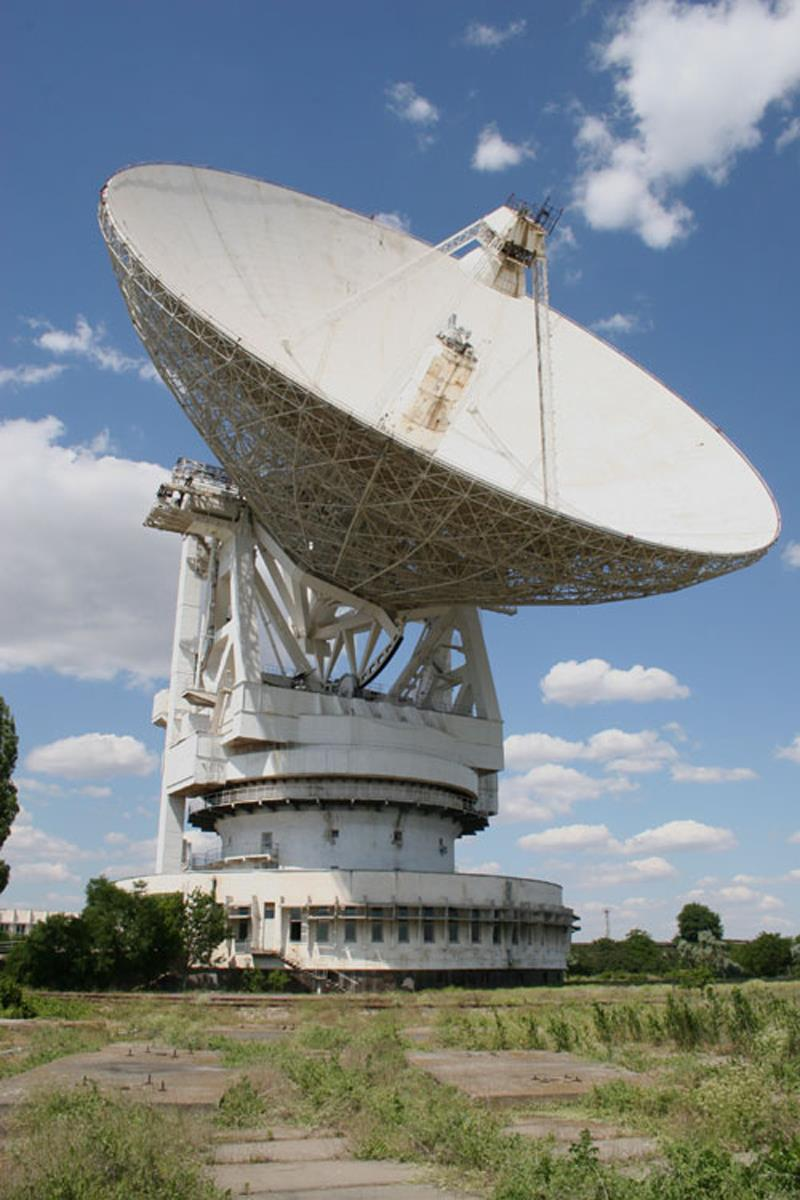
هوائي الـ70 مترًا في يفباتوريا

كانت هناك ثلاثة هوائيات رئيسية في شبكة الفضاء العميقة الروسية:
- - هوائي 70 متر في يفباتوريا، القرم، أوكرانيا
- هوائي 64 متر في بير ليكس، بالقرب من موسكو، روسيا [4]
- هوائي 70 متر في أوسوريسك، بريمورسكي كراي، روسيا [5]
- هوائي 70 متر في أوزبكستان لم يكتمل.

## المهام
تتضمن بعض مهام برنامج الفضاء السوفيتي التي أرسلتها شبكة الفضاء العميق ما يلي:
- فينيرا 11، فينيرا 12، فينيرا 13، فينيرا 14، فينيرا 15، فينيرا 16
- برنامج فيغا
- أسترون
- برنامج فوبوس
- غرانات
- انتربال
- سبيكتر-آر
- فوبوس جرانت(في عام 2011)